# Крупная неприятность
«Кру́пная неприя́тность» (другое название: «Золотая колесница») — советский немой художественный фильм в жанре комедии, созданный в 1930 году Алексеем Поповым и Михаилом Каростиным в кинокомпании «Союзкино».
Премьера фильма состоялась 5 июля 1930 года.

## История создания
В 1927 году Алексей Попов, уже известный театральный режиссёр, снял успешную комедию «Два друга, модель и подруга»; не собираясь менять профессию, но считая, что театру есть чему поучиться у кинематографа, он поступил в «вольную мастерскую» Сергея Эйзенштейна, чей «Броненосец „Потёмкин“» уже завоевал мир.
Окрылённые успехом первого фильма, Попов и Каростин уже подумывали о создании нового, когда И. Гордон принёс им либретто комедии «Золотая колесница»: «Тихий провинциальный городок в 15 верстах от железнодорожной станции. Каждый день туда лихо подкатывают к поезду ямщики, краса и гордость городка. Ямщики конкурируют друг с другом, катают девушек, ухаживают за ними. Девушки мечтают о принцах с золотой колесницей. Ямщицкое благополучие неожиданно было нарушено появлением в городе удивительно большой золотой колесницы — автобуса. Жизнь городка перевернулась…».
Попова в этом либретто увлекла возможность продолжить тему первого своего фильма: «технический прогресс» в провинции, нелёгкая борьба нового со старым. В 1929 году он развил либретто в сценарий; городку, в котором «на восемь тысяч жителей имелось двадцать церквей и десять трактиров с подачей горячительных напитков», он дал название «Отшиб» по месту дислокации. Ямщики из красы и гордости превратились в зашибал, которые, пользуясь отсутствием иного транспорта, «устанавливали цену по своему произволу». Жизнь российской глубинки Попов знал не понаслышке, и новую комедию наполнил воспоминаниями о рабочем посёлке Бонячки, где он поставил свой первый спектакль — «Гибель „Надежды“» по пьесе Г. Гейерманса; афиша именно с этим названием будет висеть на стене отшибского клуба, и артисты передвижной труппы, наспех гримирующиеся в автобусе, тоже появятся из воспоминаний, как и многие типажи — обитатели Отшиба

### Съёмки
Михаил Каростин, которого Попов на сей раз пригласил в сорежиссёры, утверждал, что титры фильма написал Михаил Зощенко. Местом съёмок Попов избрал Углич, который в 20-е годы выглядел вполне заштатным городком, а главное, был богат церквами: стоящие визави церкви, одна из которых превратилась в клуб, играли в сценарии важную роль. На сохранившихся кадрах местные жители узнают Воскресенский монастырь и церковь Рождества Иоанна Предтечи.
Но превращение одной из церквей в клуб — с помощью различных надписей и плакатов — вызвало протест у верующих горожан. Недовольство «богохульниками» и «осквернителями» было, по воспоминаниям М. Каростина, настолько сильно, что члены съёмочной группы не рисковали вечером появляться в городе в одиночку. К тому же начались дожди; отсняв самое необходимое, в том числе крестный ход, съёмки перенесли в Калугу; а когда закончилось лето,  в поисках солнечного света отправились Новочеркасск.
Шестичастная комедия сохранилась не полностью — без 3-й и 6-й частей. По рассказу М. Каростина, фильм заканчивался тем, что извозчики в своей борьбе с автобусом решились на крайне средство — пустили «красного петуха», но «с пьяных глаз всё перепутали и сожгли сарай церковного старосты — своего благодетеля, державшего извоз»

## Сюжет
В захолустном, удалённом от железной дороги городке комсомольская организация принимает решение: связать городок автобусной линией с железнодорожной станцией. Инициативу поддерживают не все: техническое новшество не по душе верующим, но больше всех недовольны извозчики — самые уважаемые в городке люди.
Автобус всё-таки появляется, но приживается в городке с трудом: то под ним проваливается деревянный мост, не рассчитанный на его тяжесть, то чья-то недобрая рука разбрасывает на дороге гвозди — всякий раз извозчики берут реванш.
Комедия положений разыгрывается, когда в городок одновременно приезжают докладчик в клуб и архиерей в церковь. Опоздав на автобус, они нанимают извозчика, но тот не может понять, кто из них кто, и привозит докладчика в церковь, а архиерея к комсомольцам в клуб.
Одновременно между извозчиком-лихачом Митей и шофёром Ванечкой идёт борьба за сердце дочери сапожника Маруси.

## Исполнители ролей
| Актёр         | Роль                   |
| ------------- | ---------------------- |
| К. Градополов | Ванечка, шофёр         |
| Д. Мощевитин  | сапожник               |
| В. Шухмин     | Митя Пылаев            |
| А. Войновский | Матвей Жига, кулак     |
| Е. Ольгина    | Маруся, дочь сапожника |
| Алексей Попов | режиссёр драмкружка    |
| М. Каростин   | директор клуба         |
| Андрей Попов  | эпизод                 |

## Оценки
Современным киноведам трудно судить о фильме, который сохранился лишь на две трети, без середины и конца, но известно, что в 1930 году «Крупная неприятность» не пользовалась таким успехом, как «Два друга». М. Каростин несколько десятилетий спустя причину неудачи видел в рыхлом сценарии, к написанию которого Попов в этот раз его не привлёк. По мнению Н. Зоркой, «Крупная неприятность» по художественному качеству была выше первого фильма, но и она соглашалась с тем, что «драматургия хромала». 
- Оператор — Владимир Солодовников
- Художник-постановщик — Дмитрий Колупаев
- Ассистент режиссёра — Исаак Гордон

Сам Алексей Попов писал о своей второй комедии, что «снята она была лучше, актёры были интереснее, а картина вышла хуже и менее смешная». Он считал, что растянул экспозицию — голосование «за» и «против» автобуса, в результате завязка сюжета оказалась отодвинута в середину фильма; было слишком много действующих лиц, и зрители терялись. Но Попов считал это скорее ошибкой в подходе к зрителям, чем объективным недостатком картины: «Нам нравилась, а публике — нет. Бывает так».